# Arnie Lawrence
Arnie Lawrence, geboren als Arnold Lawrence Finkelstein (Brooklyn (New York), 10 juli 1938 – Jeruzalem, 22 april 2005), was een Amerikaanse jazzsaxofonist en componist van de modernjazz en muziekpedagoog.

## Biografie
Lawrence leerde aanvankelijk klarinet spelen, voordat hij op jeugdige leeftijd wisselde naar de saxofoon. Vanaf 12-jarige leeftijd speelde hij in hotels en clubs van de Catskills en op 17-jarige leeftijd had hij een eerste optreden in het New Yorkse Birdland. Tijdens de opvolgende jaren speelde hij bij Mat Mathews (1955/56), Urbie Green, Dick Hyman, Frank Foster, Warren Chiasson/Jimmy Garrison, Doc Severinsen en Duke Pearson. In 1966 ontstonden eerste opnamen met Chico Hamilton (The Dealer). Daarna behoorde hij enkele jaren tot de Hamilton-band. Daarnaast was hij van 1967 tot 1972 solist in The Tonight Show. In 1968 bracht hij zijn eerste album uit onder zijn eigen naam. Eind jaren 1960 werkte hij bovendien bij Johnny Richards, Joe Newman en Les DeMerle.
Begin jaren 1970 speelde Lawrence bij Clark Terry, in 1974 bij Blood, Sweat & Tears, bij Rod Levitt en in Chuck Israels National Jazz Ensemble. In 1978/79 ging hij met Liza Minnelli op een wereldtournee. Hij bracht nog verdere albums uit en toerde begin jaren 1980 met Louie Bellson en Elvin Jones. Hij componeerde ook een symfonie (Red, White and Blues), die werd opgevoerd met een orkest in Williamsburg (Virginia). Solisten waren Lawrence, Dizzy Gillespie en Julius Hemphill. Vanaf midden jaren 1960 werkte hij ook met eigen formaties zoals de Children of All Ages en Treasure Island.
Vanaf midden jaren 1970 was Lawrence werkzaam als muziekpedagoog, vervolgens als artist in residence  in Kentucky en Kansas. In 1986 stichtte hij de New School for Jazz and Contemporary Music in New York. Studenten van dit programma waren o.a. Roy Hargrove, Brad Mehldau, Larry Goldings, John Popper, Peter Bernstein en Jay Rodriguez. In 1997 verhuisde hij naar Israël, waar hij het International Center for Creative Music stichtte, dat zich richtte op Joodse en Arabische studenten. Hij trad regelmatig op in Israël met zijn band Blues Co-Elation  en opende de nachtclub Arnie's Jazz Underground.
De zangeres Marya Lawrence is zijn dochter en de saxofonist en fluitist Erik Lawrence is zijn zoon.

## Overlijden
Arnie Lawrence overleed in april 2005 op 67-jarige leeftijd aan de gevolgen van long- en leverkanker.

## Discografie
- 1966: You're Gonna Hear from Me (Project 3)
- 1968: Look Toward a Dream  (Project 3) met Larry Coryell
- 1970: Inside an Hour Glass (Embryo Records)
- 1976: Just Might Turn Out To Be Sages met Children Of All Ages (Adamo)
- 1976: Unobstructed Universe (Adamo)
- 1981: Renewal (Palo Alto Records) met Chico Hamilton, Billy Hart, Mike Richmond
- 1983: Arnie Lawrence and Treasure Island (Doctor Jazz)